# Tratado entre os Estados Unidos e a China para a Renúncia dos Direitos Extraterritoriais na China
O Tratado entre os Estados Unidos e a China para a Renúncia dos Direitos Extraterritoriais na China (em inglês: Treaty between the United States and China for the Relinquishment of Extraterritorial Rights in China) foi um tratado bilateral assinado pelos Estados Unidos e pela República da China em 11 de janeiro de 1943. O nome formal do tratado foi Tratado entre os Estados Unidos da América e a República da China para a Renúncia de Direitos Extraterritoriais na China e a Regulamentação de Assuntos Relacionados. Entrou em vigor em 20 de maio de 1943, após a troca mútua de ratificações nos termos do Artigo VIII.
Depois que os Estados Unidos declararam guerra ao Japão em 8 de dezembro de 1941, os governos dos Estados Unidos e do Reino Unido decidiram mutuamente que seria vantajoso acabar com a extraterritorialidade e os privilégios unilaterais na China que haviam sido concedidos pelos "tratados desiguais". A extraterritorialidade foi assim encerrada, tornando os cidadãos dos Estados Unidos e do Reino Unido na China sujeitos à lei chinesa, bem como a existência de portos tratados e seus assentamentos estrangeiros autônomos, quartéis de legação e o direito de estacionar navios de guerra estrangeiros em águas chinesas e tropas estrangeiras em território chinês.
Em estreita coordenação com os Estados Unidos, o Reino Unido e a China também estabeleceram um tratado correspondente que serviu essencialmente o mesmo propósito e foi concluído no mesmo dia.

## Antecedentes
Depois que a guerra foi declarada entre os Estados Unidos e o Japão em dezembro de 1941, os Estados Unidos se tornaram aliados da China, mas não puderam enviar ajuda militar em grande escala necessária. As autoridades japonesas justificaram suas conquistas alegando que o Japão estava libertando a Ásia do imperialismo ocidental e que os ocidentais eram racistas e exploradores. Um alto funcionário do Departamento de Estado dos EUA alertou que "os chineses estão ficando cada vez mais decepcionados e ressentidos" e que alguns chineses estão "começando a falar da possibilidade de a China deixar de ser um beligerante ativo". O ex-secretário de Estado dos EUA Cordell Hull, embora não estivesse no círculo íntimo sobre política em relação à China, voltou sua atenção para negociar um tratado para acabar com os privilégios concedidos no século anterior. O tratado foi ratificado pelo Senado dos Estados Unidos por unanimidade e entrou em vigor em 20 de maio de 1943.
Em Chongqing, capital da China durante a guerra, o generalíssimo Chiang Kai-shek declarou que, com a assinatura dos tratados, "uma China independente em pé de igualdade" se tornou "um verdadeiro amigo" da Grã-Bretanha e dos Estados Unidos. Doravante, concluiu Chiang, "se formos fracos, se não tivermos autoconfiança, a culpa será nossa". A imprensa oficial elogiou Chiang. Um jornal dizia que os tratados transformavam os Tratados Desiguais em não mais do que "uma pilha de papel usado", e gabou-se de que, se não fosse o nosso Partido e Sun Yat-sen e o Generalíssimo Chiang os tratados ainda estariam em vigor. A imprensa esquerdista e comunista reagiu rapidamente. Eles elogiaram os esforços do Partido Comunista na criação da Frente Unida e afirmaram que o partido havia sido um líder na luta pela libertação nacional.
Em dezembro de 1943, em resposta a algumas das mesmas pressões que levaram ao fim da extraterritorialidade, o Senado aprovou a Lei de Revogação da Exclusão Chinesa, que acabou com a exclusão formal e legal dos chineses da imigração para os Estados Unidos.

## Termos do Tratado
Os termos do Tratado são resumidos do seguinte modo:
- Artigo I: Os EUA renunciaram a todos os direitos à extraterritorialidade na China, incluindo tais direitos anteriormente estabelecidos sob o Tratado de Wanghia e o Tratado de Tientsin. Como resultado, o Tribunal dos Estados Unidos para a China e os Tribunais Consulares dos EUA na China, que exerciam jurisdição extraterritorial na China, foram abolidos.
- Artigo II: Os EUA e a China encerraram o Protocolo Boxer.
- Artigo III: Os EUA concordaram que a administração e o controle dos Assentamentos Internacionais em Xangai e Amoy deveriam reverter para a China. Assim, os EUA abriram mão de seus direitos de administração e controle de volta para a China e concordaram em ajudar a China a obter a renúncia de tais direitos de outros países.
- Artigo IV: Títulos imobiliários anteriores e arrendamentos na China deveriam ser respeitados.
- Artigo V: Os EUA há muito permitiam que cidadãos chineses viajassem, residissem e realizassem comércio dentro de seu território. Sob o Artigo V, a China retribuiu esses direitos para os cidadãos dos EUA dentro de seu território. Os EUA e a China também concordaram em tratar os nacionais um do outro dentro de seu território da mesma forma que seus próprios nacionais em relação a todos os processos legais, administração da justiça e tributação.
- Artigo VI: Cada nação foi autorizada a estabelecer repartições consulares na outra nação. Os nacionais de cada nação presentes na outra nação foram autorizados a se comunicar com os escritórios consulares de sua nação.
- Artigo VII: Os EUA e a China concordaram que ambas as nações negociariam um tratado moderno abrangente de amizade, comércio, navegação e direitos consulares seis meses após o fim da Segunda Guerra Mundial. O Tratado de Amizade, Comércio e Navegação entre os Estados Unidos da América e a República da China foi estabelecido como resultado.
- Artigo VIII: Foram estabelecidos os requisitos para que o Tratado entre em vigor, incluindo a ratificação. De acordo com esses requisitos, o Tratado entrou em vigor em 20 de maio de 1943.